# Innan det är försent
Innan det är försent släpptes den 25 maj 2010 och är ett studioalbum av det svenska dansbandet Wizex. Som singel släpptes "En kick igen", en duett med Lena Pålsson som var sångerska i bandet åren 1982-1997.

## Låtlista
1. Du är allt för mej
2. Himlen väntar (Wake Up)
3. Innan det är försent
4. Vem
5. Häromdan
6. Om du lämnade mig nu
7. Ingen é som du
8. Evigt ung
9. Att vara här igen
10. Ingen har ett leende som jag
11. Tänder ett ljus
12. Clarissa
13. En kick igen (duett med Lena Pålsson)

### Fotnoter
1. ↑  Rylander, Johan: "Innan det är försent". Arkiverad 16 oktober 2014 hämtat från the Wayback Machine. GP.se, 16 juni 2012. Läst 9 september 2012.
2. ↑  "Lyssna på Wisex". Arkiverad 9 februari 2012 hämtat från the Wayback Machine. Wisex.se. Läst 9 september 2012.
3. ↑  Wizex 2 maj 2010 - Duett med Lena Pålsson! Arkiverad 18 augusti 2010 hämtat från the Wayback Machine.